# Lutetia
Lutetia eller Lutetia Parisiorum var det romerske navn på den galliske by, der senere blev Frankrigs hovedstad Paris og dets oppidum.
Arkæologiiske udgravninger i perioden 1994-2005,
har påvist placeringen af Lutetia, man har bl.a. udgravet et 15 ha stort byområde i Nanterre.
Lutetia bliver første gang nævnt i forbindelse med, at Julius Cæsar samler de galliske høvdinge i 53 f.Kr.. Dette møde finder sted hos Parisiierne på en ø i Seinen. Man er imidlertid i tvivl om, om mødet foregår på en af de småøer, som senere bliver til île de la Cité eller om det foregår på en af Seinens meanderbuer tæt på Nanterre.
Omkring år 300 omdøbes Lutetia til Paris.

## Offentlige bygninger

### Arenaerne
Lutetias arenaer blev konstrueret i 1. århundrede og er beliggende i Quartier Latin. Arenaen er i realiteten et hybrid mellem et amfiteater og et teater, da det dels har en 40 meter lang scene på den ene langside og dels har en elliptisk arena på 46 x 52 meter, til brug for gladiatorkampe.

### Teatret
Der findes også et mere traditionelt teater, der er beliggende under lycée Saint-Louis. Dette teater havde en 40 meter lang scene og bygningen målte i alt 72 x 47 meter.

### Termerne
Der var flere termer i Lutetia.
- de nordlige termer, kaldes i dag Thermes de Cluny, disse er de største og var delvist finansieret af nauterne. Termerne ligger mellem boulevard Saint-Germain og rue des Écoles.
- de østlige termer ligger rue Saint-Jacques
- de sydlige termer ligger på hjørnet af rue Gay-Lussac og rue Le Goff.

### Nauternes pille
Nauternes pille er en udsmykket stenpille, hvor udsmykningen symboliserer forskellige galliske og romerske guder.

## Kronologi
- Maj 52 f.Kr. Slaget om Lutetia. Romerne sejrede under ledelse af Titus Labienus over Aulercierne, Senonerne og Parisii'erne. Gallerne valgte at ødelægge broerne og brænde byen, frem for at lade den falde i hænderne på romerne, dette betød, at romerne hurtigt kunne give byen en romersk byplan[7]

- Mellem 14 og 37. Lutetias nauter rejser en søjle til ære for Jupiter. Denne bliver senere kendt som pilier des Nautes (Nauternes pille) i dag placeret under Notre Dame.
- Mellem 50 og 100 Lutetias forum bliver opført.
- 65-66. Isvinter.
- Mellem 100 og 200, bliver de 3 store termer i Lutetia opført og vandforsyningen bliver sikret af en 16 kilometer lang akvædukt fra Bièvre, endvidere opføres der et amfiteater med plads til 17.000 tilskuere og et teater med plads til 3.000.
- Frem til 250. Lutetias første biskop saint Denis bliver helgenkåret. Saint Denis var en af de syv biskopper, der blev sendt for at kristne Gallien, dette provokerede de ikke-kristne så meget at de halshuggede ham på Montmartre, herefter blev Saint Denis altid afbildet med sit hoved i sine hænder.
- 291-292. Særligt kold vinter. Seinen bliver isdækket. Det er første gang dette nævnes.
- Omkring 300. Lutetia omdøbes til Paris.

## Ekstern henvisning
- "Paris, ville antique" (fransk).